# Sphaerodactylus guanajae
Espèce
Sphaerodactylus guanajae est une espèce de geckos de la famille des Sphaerodactylidae.

## Répartition
Cette espèce est endémique de Guanaja dans les îles de la Bahía au Honduras.

## Étymologie
Cette espèce est nommée en référence au lieu de sa découverte, Guanaja.

## Publication originale
- McCranie & Hedges, 2012 : Two new species of geckos from Honduras and resurrection of Sphaerodactylus continentalis Werner from the synonymy of Sphaerodactylus millepunctatus Hallowell (Reptilia, Squamata, Gekkonoidea, Sphaerodactylidae). Zootaxa, n. 3492, p. 65–76.